# Gran pensionario

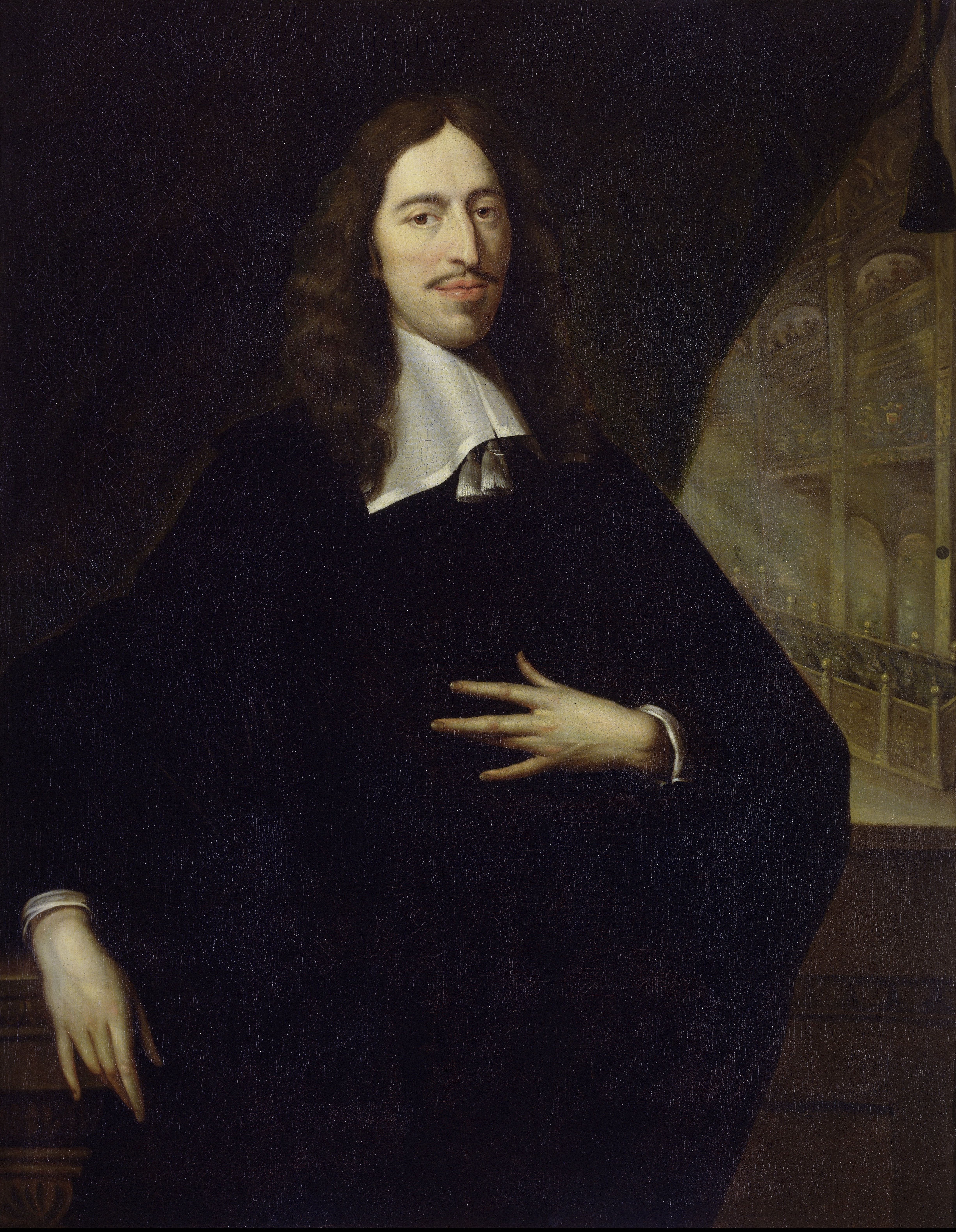
Johan de Witt, gran pensionario entre 1653 y 1672.

El gran pensionario (neerlandés: Raad(s)pensionaris) fue el funcionario neerlandés más importante durante la época de las Provincias Unidas. En teoría no era más que un funcionario de los Estados de la provincia dominante entre las Siete Provincias Unidas: el condado de Holanda. En la práctica, el gran pensionario de Holanda fue el líder político de toda la república holandesa cuando no había estatúder (en la práctica, un Príncipe de Orange) en el centro del poder.
El nombre holandés Raad(s)pensionaris literalmente se traduce como "pensionario del consejo". De hecho, otras provincias también podrían tener un raadspensionaris, por ejemplo, Zelanda, pero el gran pensionario de Holanda era considerado por las potencias extranjeras como el de más importancia, por lo que él era llamado el gran pensionario.
La posición del gran pensionario fue en muchos aspectos similar a la que a través de posteriores desarrollos políticos y constitucionales llegó a tener un primer ministro.

## La oficina del gran pensionario
La oficina comenzó en 1619 y sustituyó el título de Defensor de la tierra. Cuando había un estatúder, el gran pensionario a menudo era el segundo líder de la república. Siendo el raadspensionaris de Holanda, el gran pensionario que actuaba como presidente de los Estados de Holanda (asamblea legislativa). Era designado por los estados y podría ser despedido de inmediato por los Estates. La decisión de los estados fue hecha por un resumen de todas las declaraciones de los delegados por el gran pensionario con una conclusión implícita de lo que se había hecho en la decisión colectiva. Tenía la primera palabra sobre un tema durante una reunión de los Estados y era el que controlaba la agenda. De esta manera, si él era un hombre competente, podía controlar todo el proceso de toma de decisiones, especialmente en lo que uno de sus "deberes" era representar a los diez miembros de los delegados de la nobleza (el ridderschap) en su ausencia y la frase de la opinión individual que como un cuerpo tenía el derecho de expresar. La oficina existe porque todos los delegados de los Estados eran, aunque ordenados de acuerdo a la antigua jerarquía feudal, básicamente iguales (pares) y ninguno de ellos podría actuar como un jefe.
La República de Batavia primero abolió la oficina, pero en su último año, 1805-1806, el título tuvo que ser restablecido por orden de Napoleón como parte de una serie de medidas para fortalecer el poder ejecutivo. Así, Rutger Jan Schimmelpenninck actuó por un corto tiempo como el último gran pensionario y oficialmente sirvió como Presidente de la República entera, no sólo de Holanda.

## Notables pensionarios
El más famoso y más importante gran pensionario era Johan de Witt, quien ocupó el cargo entre 1653 y 1672. Oldenbarnevelt, que jugó un papel muy importante en la lucha por la independencia holandesa, también debe ser mencionado, aunque ocupó el cargo cuando todavía se llamaba "el defensor de la tierra".